# フジテレビ今週のヒット15
『フジテレビ今週のヒット15』（フジテレビこんしゅうのヒットじゅうご）は、1966年2月2日から同年4月27日までフジテレビ系列局で放送されていたフジテレビ製作の音楽番組である。放送時間は毎週水曜 20:00 - 20:56 （日本標準時）。

## 概要
『ゴールデン歌まつり』に続いて企画された音楽番組で、1966年当時のヒット曲の中から毎回15曲を選んで紹介していた。また、期待の新人歌手の中から番組が選んだ「今週のホープ」も発表していた。

## 出演者

### 司会
- 芥川隆行

### 出場歌手
- 美空ひばり
- 石原裕次郎
- 村田英雄
- 橋幸夫
- 舟木一夫
- 倍賞千恵子

- 園まり
- アイ・ジョージ
- バーブ佐竹
- 加山雄三
- 都はるみ
- 西郷輝彦